# (2094) Magnitka
(2094) Magnitka (1971 TC2) – planetoida z pasa głównego asteroid okrążająca Słońce w ciągu 3,34 lat w średniej odległości 2,23 au. Odkryta 12 października 1971 roku.